# Alfred (fumettista)
Lionel Papagalli, meglio noto come Alfred (Grenoble, 19 maggio 1976), è un fumettista francese.

## Biografia
Nato in una famiglia di attori di teatro, appassionato di libri, musica, cinema, ha conseguito il diploma di maturità in lettere e ha iniziato a lavorare come fumettista.
Ha cominciato pubblicando in una fanzine prima di creare con gli amici Scalp! le fanzine qui décoiffe. Nel 1995 ha creato Ciel Ether un servizio di self-publishing, per far conoscere il suo lavoro, che gli ha permesso di incontrare Eric Corbeyran autore di qualche storia breve e poi di "La Digue", albo noir pubblicato da Delcourt. Da allora Alfred ha inizia to a pubblicare opere di vari generi.
Nel 2007, con Olivier Ka, ha vinto il Prix du Public e Prix Essentiel al festival del fumetto di Angoulême per Perché ho ucciso Pierre, edito in Italia da Tunué.
Nel 2010 è uscito in Italia, sempre per Tunué, Non morirò preda, seguito nel 2014 da Come prima, vincitore del Fauve d'or ad Angoulême nello stesso anno.

## Opere
- Olivier Ka e Alfred, Perché ho ucciso Pierre, ed. Tunué, 2009 ISBN 9788889613535
- Non morirò da preda, colori di Henri Meunier, traduzione di Stefano Andrea Cresti, ed. Tunué, 2010 ISBN 9788889613993
- Come prima, collaborazione ai colori: Maxime Derouen, traduzione di Michele Foschini, ed. BAO Publishing, 2014 ISBN 9788865432211
- Maltempo, collaborazione ai colori Laurence Croix, traduzione di Michele Foschini, ed. BAO Publishing, 2024 (2023) ISBN 9791256210527

## Bibliografia

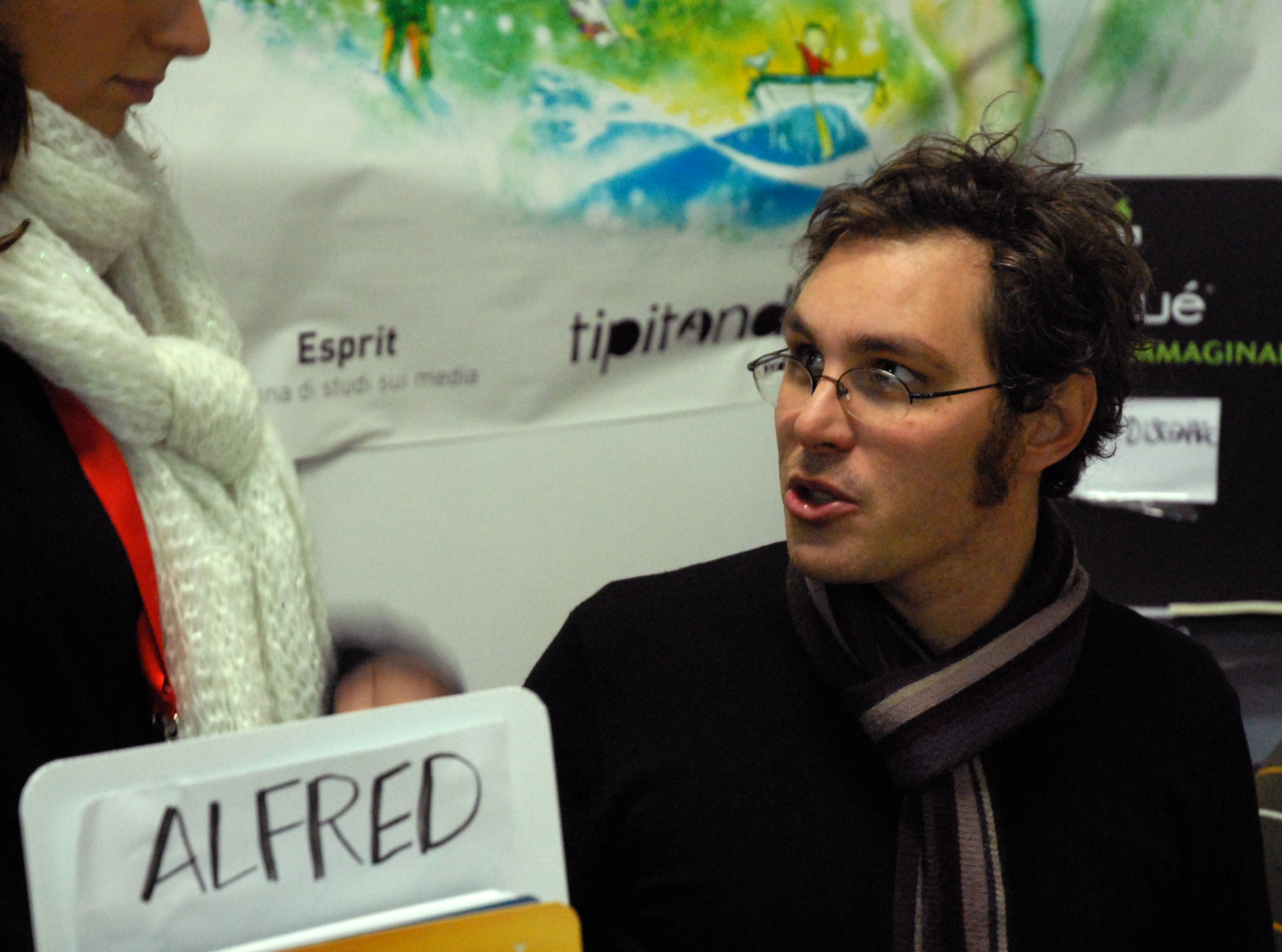
Alfred a Lucca Comics & Games 2010, allo stand della Tunué